# Sphagnum loricatum
Sphagnum loricatum là một loài rêu trong họ Sphagnaceae. Loài này được Müll. Hal. mô tả khoa học đầu tiên năm 1887.